# فنسنت دوبويه
فنسنت دوبويه هو محامي وسياسي كندي، ولد في 22 يناير 1889 في Saint-Philippe, Quebec ‏ في كندا، وتوفي في 11 مايو 1967. نشط حزبياً في الحزب الليبرالي الكندي. وقد انتخب عضو مجلس الشيوخ الكندي ‏ وانتخب عضو مجلس العموم الكندي.